# Вторжение Турции в Ирак (2015—2016)
Вторже́ние Ту́рции в Ира́кский Курдиста́н (2015—2016) — военная операция Турции на территории Ирака (Южного Курдистана) направленная против боевиков Исламского государства и курдских формирований, проводящаяся с декабря 2015.

## Вторжение
4 декабря 2015 года турецкий танковый батальон вошёл в иракскую провинцию Найнава с заявленной целью подготовки бойцов курдских народных отрядов, воюющих с террористами. МИД Ирака и министерство обороны назвали присутствие турецких военных «враждебным действием», которое не было согласовано с властями. МИД Ирака также заявил, что направит официальную жалобу в СБ ООН, если Турция не ответит на его ультиматум о выводе войск, который истечёт 8 декабря вечером.
9 декабря ВВС Турции нанесли серию авиаударов по приграничной иракской территории. Турецкая авиация нарушила воздушное пространство соседнего государства и более получаса бомбили позиции турецкой Рабочей партии Курдистана (РПК) в районах Дейрлук и Шиладжи. Кроме того, стало известно, что 8 декабря самолеты ВВС Турции уничтожили базу РПК в горном районе Кандиль в Иракском Курдистане.
10 декабря МИД Ирака связался с пятью государствами-постоянными членами СБ ООН для принятия международной позиции в отношении Турции, заявил представитель ведомства Ахмад Джамаль. Он добавил, что внешнеполитическое ведомство страны обратилось с запросом к Лиге арабских государств (ЛАГ) по проведению чрезвычайного совещания министров иностранных дел стран-участниц организации.
11 декабря официальный представитель премьер-министра Ирака Саад аль-Хадиси заявил, что жалоба в связи с действиями Турции на иракской территории будет подана в СБ ООН в ближайшее время. Ранее премьер-министр Ирака Хайдер аль-Абади попросил иракский МИД предоставить в Совет Безопасности ООН официальную жалобу в связи с турецким вторжением на север страны.
В тот же день президент Турции Реджеп Эрдоган заявил, что Турция продолжит обучать курдских ополченцев «пешмерга» и не собирается выводить из Северного Ирака своих военных.
14 декабря премьер-министр Турции Ахмет Давутлогу заявил, что Анкара не собирается выводить войска из Северного Ирака, и усилит свой военный контингент, расположенный там «с целью защиты турецких военных инструкторов».
Часть турецких военных и десять бронемашин, дислоцированных в лагере Башика в Южном Курдистане, по сообщениям турецких СМИ (со ссылкой на военные источники), покинули этом место и направились к границе Турции. По данным турецких журналистов, эти действия связаны с договоренностью между турецкими и иракскими властями о новом механизме сотрудничества. Иракское правительство не может подтвердить, что турецкие войска были выведены с территории страны; об этом заявил его официальный представитель Саад аль-Хадиси.
По данным СМИ Ирака, военные силы Турции начали вывод своих сил с севера Ирака. «Аль-Сумария ньюз» в короткой новости, со ссылкой на представителя парламента Ирака Салам аль-Шобаки, сообщила, что турецкие военные освобождают базу Заликан находящуюся в районе Баашиге на севере Мосула. При этом он сказал, что консультанты и технический персонал турецкой армии остается на данной базе.
19 декабря президент США Барак Обама провел телефонный разговор с президентом Турции Реджепом Тайипом Эрдоганом, чтобы обсудить текущий спор между Турцией и Ираком из-за ввода турецких войск в Южный Курдистан. Обама призвал президента Эрдогана принять дополнительные меры для деэскалации напряженности в отношениях с Ираком, в том числе, путём вывода турецких войск. Также Обама призвал Турцию уважать суверенитет и территориальную целостность Ирака.
Тогда же МИД Турции заявил о выводе своих войск из Ирака: «Турция, принимая во внимание чувствительность иракской стороны и необходимость борьбы с „Исламским государством“ (ИГ), продолжает выводить свои вооруженные силы из провинции Найнава, которые являются источником недопонимания.».
24 декабря Лига арабских государств осудила вторжение Турции в Ирак и потребовала от турецкого правительства немедленного вывода турецких военных из Северного Ирака.
В начале января 2016 турецкие солдаты на севере Ирака отразили нападение ИГ на их позиции, уничтожив 17 боевиков.

## Частичный вывод войск и продолжение операции
16 июля 2016 года после попытки военного переворота в Турции, турецкая армия вывела часть своих сил из Ирака. Однако уже 20 июля авиация Турции вновь приступила к бомбардировкам позиций Рабочей партии Курдистана на севере Ирака. 24 августа Турция начала военную операцию «Щит Ефрата» в соседней с Ираком Сирии.
1 октября 2016 года парламент Турции одобрил запрос правительства о продлении на год полномочий турецких вооруженных сил на проведение операций в Сирии и Ираке.
7 января 2017 года в ходе встречи премьер-министра Турции Бинали Йылдырым и премьер-министр Ирака Хайдер аль-Абади в Багдаде, стороны договорились о выводе турецких войск из Ирака. Однако 9 января вице-премьер Турции Нуреттина Джаникли сообщил, что турецкие войска останутся в иракском лагере Башика до тех пор, пока угроза терроризма не будет устранена.
25 сентября 2017 года был проведён референдум о независимости Иракского Курдистана, что привело к обострению отношений между Эрбилем и Багдадом. Против курдской независимости резко выступила Турция и Иран. Битва за город Киркук, начавшаяся 15 октября, привела к началу масштабного наступления войск Ирака в Курдистане. Турция выразила солидарность действиям Багдада.
Турецкое вмешательство в конфликт произошло 18 октября 2017 года (через 3 дня после начала столкновений). Колонна ВС Турции вошла в регион Зап. В этот же день Турция заявила о ликвидации 13 боевиков РПК и гибели двух солдат ВС Турции.

19 октября Турция произвела серию авиаударов по позициям РПК, было объявлено о гибели 5 боевиков.

20 октября было убито около 9 боевиков РПК.
28 октября вооружённые силы Турции заняли гору Кокозер с окрестностями. В ходе этой операции было объявлено о ликвидации около 55 боевиков РПК.